# Skate punk
Lo skate punk nasce nei primi anni ottanta in California, Stati Uniti, originariamente come un sottogenere dell'hardcore punk, e nascente soprattutto dalla scena punk rock di Los Angeles. Venne così chiamato a causa della notevole popolarità fra gli skater.

## Storia

### Anni ottanta

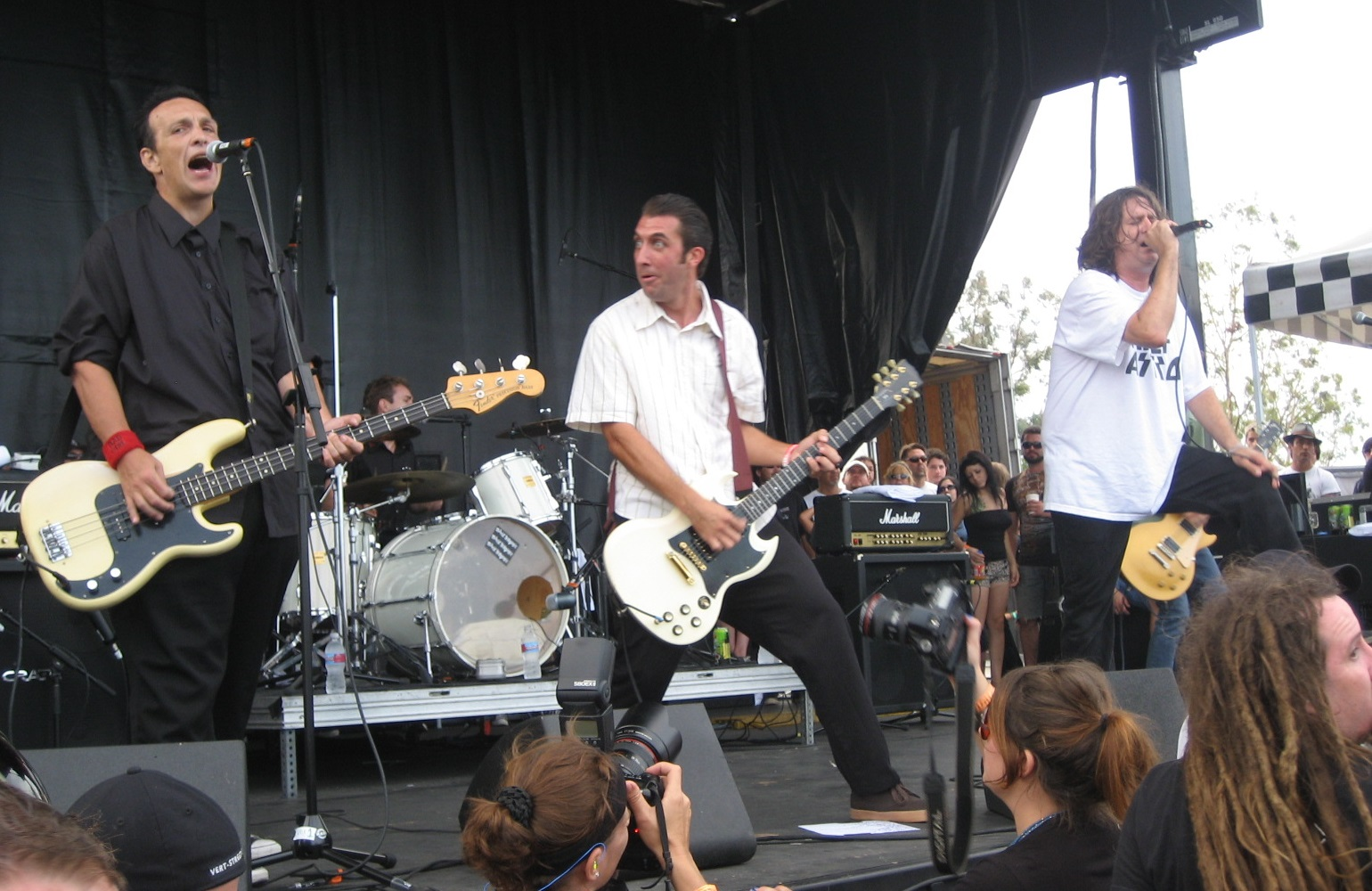
I The Adolescents in concerto.

Il genere nacque nei primi anni ottanta soprattutto in zone come la California, che già in anticipo pose le basi per lo sviluppo dell'hardcore punk statunitense. Lo skate punk infatti nacque come un particolare stile di hardcore punk statunitense. Esso quindi tendeva ad essere particolarmente energico, ciò che lo caratterizzava erano i tempi più veloci e chitarre più distorte, caratteristiche appunto tipiche del hardcore punk. Alcuni gruppi includevano elementi heavy metal in particolare thrash/speed metal, ed una parte di questi rientrava quindi anche nella categoria punk metal, con gruppi come ad esempio i Suicidal Tendencies
In sintonia con atteggiamenti ferocemente anti-conformisti ed anti-autoritari dei loro sostenitori, buona parte delle band skate punk erano spesso sotto contratto con etichette indipendenti per via dei loro principi.
Ad esempio, band come JFA accusavano problemi con la polizia nei loro testi.
Come in molti altri sottogeneri del punk rock, alcuni gruppi skate punk aderiscono inoltre all'etica dello straight edge.
Altre band come Dr. Know, Agression, Scared Straight, Ill Repute, T.S.O.L., Gang Green, The Adolescents e NOFX caratterizzavano la scena.
Molte delle band skate punk erano composte da skater che quindi manifestavano nei loro testi anche la loro passione per la pratica dello skateboard.
Altri esempi di band simili erano Free Beer e Los Olvidados.

### Anni novanta

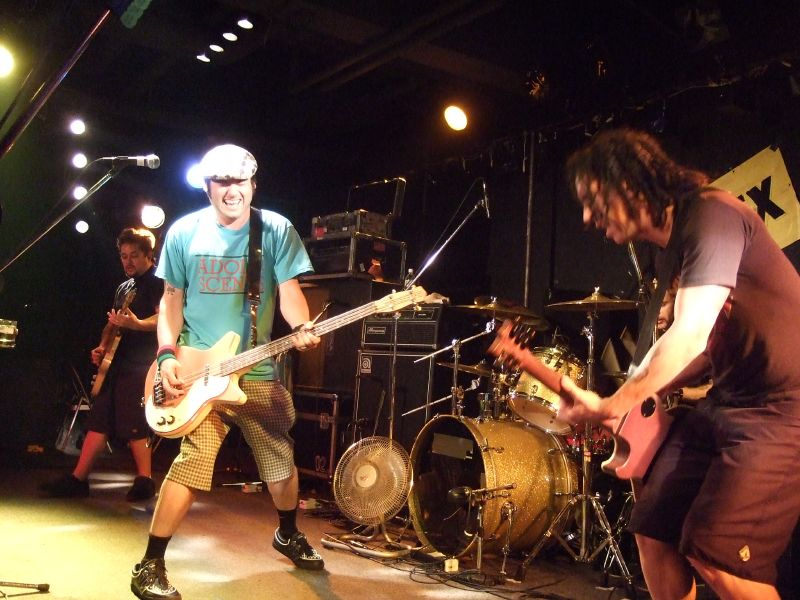
I NOFX a Taipei.

Negli anni novanta il termine skate punk assunse un significato più ampio;
mentre negli anni ottanta indicava un puro e particolare sottogenere dell'hardcore punk americano, solitamente senza influenze melodiche, comprendendo atteggiamenti anti-commerciali ed anti-conformisti e che non sconfinava al di fuori degli Stati Uniti, negli anni novanta, durante il punk revival, molte band moderne cominciarono ad emergere esponendo il punk al successo e la commercializzazione. Il termine skate punk divenne indicato per una moltitudine di band generalmente più melodiche e più esposte al mainstream, che introdussero sonorità tipicamente melodic hardcore punk e pop punk. Talvolta venne sperimentata anche l'introduzione dello ska a questi generi di punk rock più orecchiabili, sviluppando quindi anche alcune particolari forme di ska punk in stile americano.
Lo skate punk inoltre, negli anni novanta, venne alleggerito nei testi, che se negli anni ottanta prevedevano atteggiamenti aggressivi e critici verso la società contemporanea, negli anni novanta tendeva spesso ad avere un senso dello humor, e veniva solitamente inteso come sinonimo di divertimento, con ironia, e nel caso fosse stato critico, in ogni caso meno esplicito.

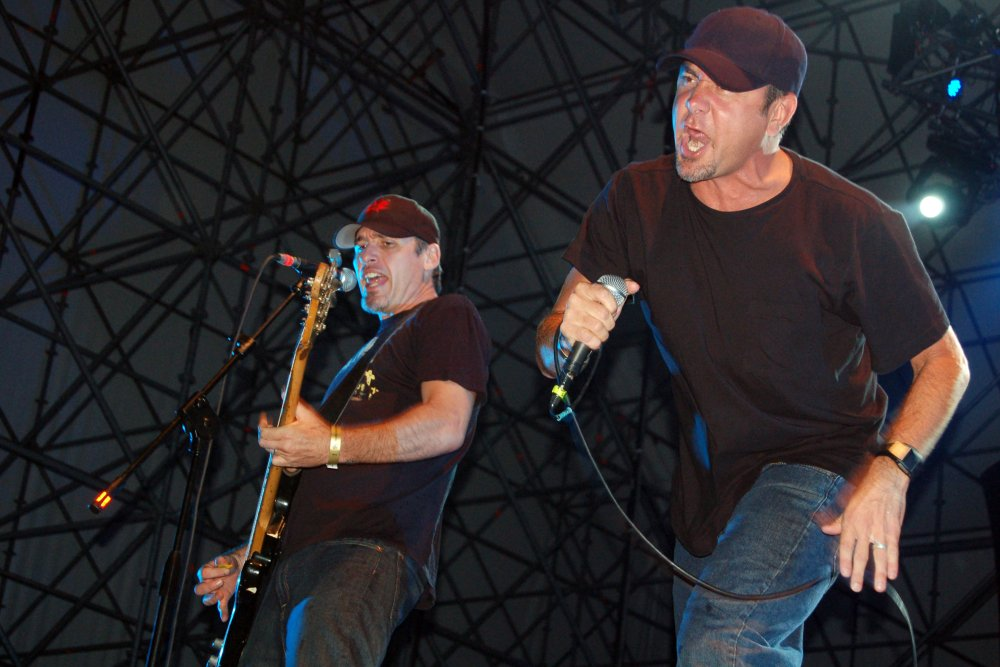
I Pennywise all'idroscalo di Milano.

Vennero incluse nello skate punk quindi anche molte band della sonorità più assimilabili, talvolta lontane dal più aggressivo e tipico hardcore punk americano anni ottanta, ma anzi con influenze ska punk, pop punk, melodic hardcore punk, ad esempio: Against All Authority, Lagwagon, Glue Gun, No Use for a Name, Down by Law, Plow United, U.S. Bombs, Anti-Flag, Face to Face, The Joykiller, Jeffries Fan Club, Unwritten Law, blink-182, MxPx, Bouncing Souls, 88 Fingers Louie. Anche alcune band che caratterizzavano la scena skate punk degli '80 come The Offspring, ma soprattutto NOFX, alleggerirono le sonorità introducendo i tipici e già citati elementi stilistici più orecchiabili tanto in voga negli anni novanta.
Questo nuovo tipo di skate punk varcherà le soglie degli Stati Uniti sviluppandosi notevolmente anche in Svezia con gruppi come Millencolin, Satanic Surfers, No Fun At All, Randy o Bombshell Rocks, o in Giappone con gli HI-Standard.
Il movimento skate punk raggiunse quindi il picco commerciale negli anni novanta durante il revival, grazie anche al Vans Warped Tour, in cui il primo anno, parteciparono le leggende dello ska punk, i Sublime e la Riot Grrrl band L7. Nel Vans Warped Tour del 1997 invece parteciparono band come Descendents, Lagwagon, Suicide Machines, Pennywise, Face to Face, Millencolin e The Bouncing Souls.